# Добробабин, Иван Евстафьевич
Ива́н Евста́фьевич Доброба́бин (8 июня (21) июня 1913 — 19 декабря 1996) — советский военнослужащий, один из «28 героев-панфиловцев», впоследствии служивший на оккупированной немецкими войсками территории сотрудником вспомогательной полиции. После войны был разоблачён следственными органами СССР, осуждён за коллаборационизм и лишён всех военных наград СССР.

## Биография
Родился в селе Перекоп Харьковской губернии в многодетной крестьянской семье. Украинец.
Окончил 4-х классную начальную школу. В 1928 году направился на строительство Харьковского тракторного завода, где ему поменяли фамилию «Добробаба» на «Добробабин», поступил в комсомол, окончил школу ФЗУ, затем в 1934 году переехал в Киргизию.
По словам самого Добробабина в передаче журналистов Куманёва и Мясникова, в 1937—1939 годах служил в РККА, участвовал в боях на Халхин-Голе, был контужен. До войны жил в Киргизии, был женат, работал фотографом, фотокорреспондентом газеты «Советская Киргизия» на строительстве Большого Чуйского канала. Жил в посёлке Кант, откуда и призван в армию в июле 1941 года. Был направлен в формировавшуюся в этих местах 316-ю стрелковую дивизию (впоследствии — 8-я гвардейская Панфиловская), в составе которой с сентября 1941 года принимал участие в боях в звании сержанта и в должности командира отделения 4-й роты 2-го батальона 1075-го (впоследствии — 23-го гвардейского) стрелкового полка. По утверждению доктора исторических наук Г. А. Куманёва, исполнял обязанности заместителя командира взвода.

### Участие в бою у разъезда Дубосеково
16 ноября 1941 года, в ходе битвы за Москву, участвовал в бою у разъезда Дубосеково. По собственному утверждению конца 1980-х годов, фактически командовал 4-й ротой, на участок которой пришёлся основной удар немцев.
Указом Президиума Верховного Совета СССР «О присвоении звания Героя Советского Союза начальствующему и рядовому составу Красной Армии» от 21 июля 1942 года «за образцовое выполнение боевых заданий командования на фронте борьбы с немецкими захватчиками и проявленные при этом отвагу и геройство» сержанту Добробабину было присвоено звание Героя Советского Союза, с вручением ордена Ленина и медали «Золотая Звезда» (как считалось — посмертно).

### Работа на оккупированной территории и вторичная служба в РККА
В реальности Добробабин в бою у Дубосеково не погиб, а был контужен разрывом снаряда и засыпан землёй. Оказавшись в тылу врага, он, присоединившись к группе красноармейцев-окруженцев, пробовал перейти линию фронта, но неудачно. В одну из вылазок по разведке местности был задержан немецким патрулём и попал в плен. По собственным словам, в начале 1942 года, под Оршей, бежал из поезда при эвакуации лагеря для военнопленных из Можайска на запад и добрался до родного села Перекоп, оккупированного немцами.
Жил в селе на нелегальном положении, без документов. Вскоре был арестован оккупантами и, как «красный командир», отправлен в местный лагерь для военнопленных. Его родственникам, при активном участии старосты села, удалось убедить коменданта лагеря, венгра по национальности, что Иван Добробабин — местный житель, всего лишь сержант, окруженец, и, за деньги и продукты питания, выкупить его из лагеря. Староста села выдал ему документы и предложил работать посыльным при сельском старостате.
В июне 1942 года, по собственному утверждению Добробабина, под угрозой отправки его в Германию на принудительные работы, был записан старостой села в украинскую вспомогательную полицию (староста заявил, что сможет его, внесённого в списки на отправку в Германию, оставить в селе только в случае, если он поступит на работу полицаем при старостате).
Занимал должности: начальника караульной смены в селе Перекоп, затем полицейского на станции Ковяги. При освобождении 25 февраля 1943 года села Красной Армией находился в селе и был арестован советскими контрразведчиками, но вскоре освободился, так как немцы 8 марта снова заняли село.
Продолжил службу в полиции, работая заместителем начальника, с июня 1943 года — начальником кустовой полиции села Перекоп, состоящей из трёх человек. За время службы в полиции участвовал в патрулировании, охране складов и железной дороги; известны случаи, когда он предупреждал своих близких и знакомых о предстоящих отправках в Германию.
В августе 1943 года, при получении приказа об эвакуации полицаев на запад в связи с отступлением немцев, бросил службу в полиции и, опасаясь расправы со стороны передовых частей Красной Армии, бежал к родственникам в село Тарасовка Одесской области.
Там же, после освобождения села советскими войсками, скрыв факт службы в полиции, в марте 1944 года был вновь призван полевым военкоматом в Красную Армию и зачислен в 1055-й стрелковый полк 297-й стрелковой дивизии (2-го формирования), в составе которого находился до конца войны (дивизия неоднократно передавалась в разные корпуса и армии 2-го Украинского фронта).
Командуя, в звании сержанта, отделением стрелковой роты, участвовал в Ясско-Кишиневской операции, во взятии Будапешта, Вены. Войну окончил в Инсбруке. В августе 1944 года случайно узнал из письма брата о присвоении ему звания Героя Советского Союза и вскоре подал в политуправление дивизии рапорт о выдаче причитавшихся ему наград.
В декабре 1944 года был награждён орденом Славы 3-й степени. Был награждён также медалями «За оборону Москвы», «За победу над Германией в Великой Отечественной войне 1941—1945 гг.», «За взятие Будапешта», «За взятие Вены».

### Жизнь после войны

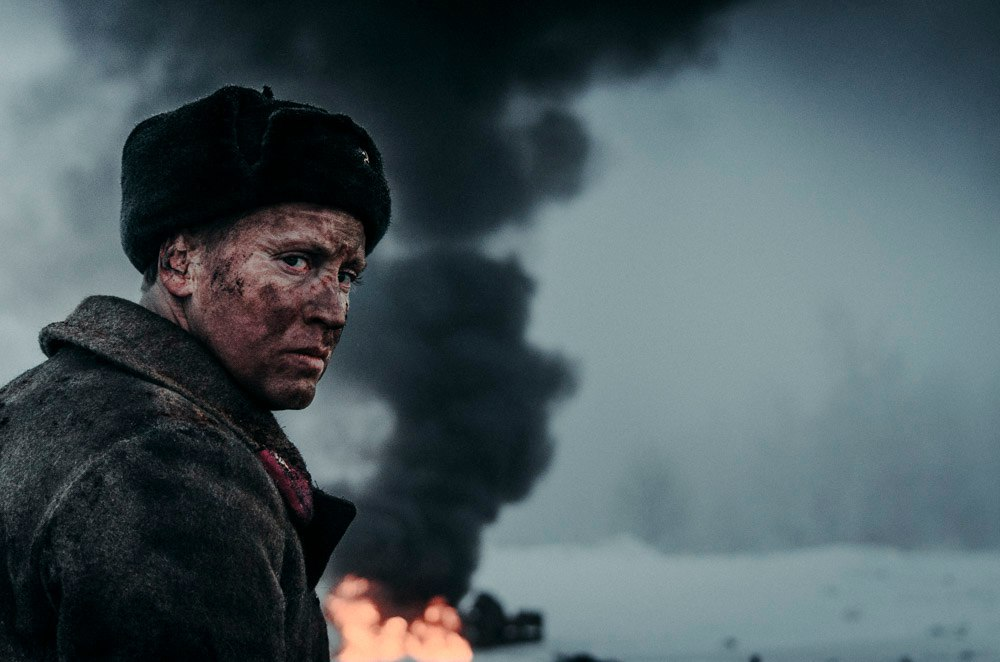
Яков Кучеревский, сыгравший Добробабина в фильме «28 панфиловцев».

После демобилизации вернулся в рабочий посёлок Кант в Киргизии как герой, однако в конце 1947 года был там арестован по обвинению в измене Родине и этапирован в Харьков для завершения расследования по месту совершения преступления.
В связи с расследованием дела Добробабы/Добробабина было также проведено расследование всего вопроса о подвиге 28 панфиловцев. По итогам расследования, проведённого Главной военной прокуратурой СССР после ареста Добробабина в 1947 году, версия боя у разъезда Дубосеково, лёгшая в основу указа о награждении и основанная на статье «О 28 павших героях», опубликованной в газете «Красная звезда» от 22 января 1942 года, была признана результатом литературного вымысла, однако корректность проведённого расследования впоследствии многими ставилась под вопрос (см. Панфиловцы#Поддержка официальной версии).
Приговором военного трибунала Киевского военного округа от 8 июня 1948 года Добробабин был осуждён к 15 годам лишения свободы с поражением в правах сроком на 5 лет, конфискацией имущества и принадлежащих ему медалей «За оборону Москвы», «За победу над Германией в Великой Отечественной войне 1941—1945 гг.», «За взятие Вены» и «За взятие Будапешта»; указом Президиума Верховного Совета СССР от 11 февраля 1949 года лишён звания Героя Советского Союза. В связи с амнистией в честь 10-летия Победы, определением Военной коллегии Верховного Суда СССР от 30 марта 1955 года приговор был изменён, срок наказания снижен до 7 лет лишения свободы, после чего был освобождён за отбытием наказания.
Вскоре переехал в Цимлянск к брату Даниилу. Создал свою семью, построил дом, работал заведующим фотоателье. За работу в районном комбинате бытового обслуживания получил медаль «Ветеран труда» и звание «Ударник коммунистического труда».

 
В июле 1988 года, в период перестройки и гласности, Добробабин, при поддержке доктора исторических наук Г. А. Куманёва, возбудил ходатайство о своей реабилитации, указывая на то, что хоть и служил в украинской вспомогательной полиции немецкого оккупационного режима, но не совершил на этом посту никаких преступных деяний. Однако 17 августа 1989 года на основании заключения Главной военной прокуратуры СССР, в реабилитации было отказано. Согласно показаниям Добробабина во время этой проверки, заявление о реабилитации было написано Г. А. Куманёвым, а сам Добробабин его лишь бегло невнимательно прочёл. 
В июне-июле этого года, более точно припомнить не могу, я был приглашён в гости Куманёвым Григорием Александровичем, с которым знаком с 1967 года. Помню, что познакомились мы с ним по поводу моего участия в бою под Дубосеково. В беседе со мной Куманёв предложил мне поднять вопрос о своей реабилитации. Я согласился. Куманёв расспросил меня об обстоятельствах боя, дальнейшей моей судьбе, сказал, что поможет составить от моего имени заявление. Через несколько дней он показал мне напечатанное на машинке заявление. Я его бегло прочел, не вникая в детали. Это заявление я подписал 21 июля 1988 года. Видимо, рассказывая Куманёву о своей службе в полиции, я допустил, возможно, какие-то неточности, возможно, что он меня по некоторым вопросам неправильно понял, поэтому в заявлении и появились факты, которые не отражали события так, как они происходили на самом деле.
Подробно основания отказа в реабилитации также были изложены Главным военным прокурором СССР А. Ф. Катусевым в статье «Чужая слава». Постановлением Верховного суда Украины от 26 марта 1993 года уголовное дело в отношении Добробабина прекращено за отсутствием в его действиях состава преступления. На Украине Добробабин был полностью реабилитирован.
29 сентября 1996 года на поданное Добробабиным заявление в Главную военную прокуратуру Российской Федерации с просьбой о его реабилитации было вынесено заключение о том, что вина Добробабина И. Е. в измене Родине подтверждается собранными по делу доказательствами и в соответствии с Законом РФ «О реабилитации жертв политических репрессий» от 18 октября 1991 года он реабилитации не подлежит. Постановление Верховного суда Украины в отношении Добробабина И. Е. в Российской Федерации силы не имеет, прав на восстановление в правах на награды Добробабин И. Е. не имеет.
В 2001 году начальник Управления реабилитации Главной военной прокуратуры генерал В. Кондратов подтвердил это решение.
Сам Добробабин считал себя подлежащим реабилитации, кроме официальных обращений в Генеральную прокуратуру, охотно давал интервью журналистам и встречался с историками. При этом заметно приукрашивал свою роль в подвиге панфиловцев, и вообще всячески героизировал своё прошлое, утверждая, в частности, что задачу на удержание разъезда Дубосеково ему поставил лично генерал И. В. Панфилов; что именно он, Добробабин, командовал всем взводом из 28 воинов; что политрук В. Г. Клочков появился на позициях уже после отражения под командованием Добробабина трёх немецких атак — а позднее заявлял, что никакого политрука в том бою вообще не было; что за его подвиги ему в городе Токмак был поставлен памятник, затем снесённый; что показания о службе в полиции он давал следствию в 1948 году под «физическим воздействием» со стороны следователей; что в 1939 году он воевал на Халхин-Голе и там получил сильную контузию; что даже в немецком тылу воевал в партизанском отряде на Украине, и многое другое. При этом Добробабин всегда легко отказывался от своих слов, утверждая, что «его неправильно поняли» или с «моих слов записали неправильно, а я подписывал не читая».
Умер Иван Евстафьевич Добробабин 19 декабря 1996 года в Цимлянске, похоронен там же.

## Память
В 2006 году на Аллее Героев города Цимлянска Ивану Добробабину, как одному из 28 героев-панфиловцев, местными жителями был установлен бюст-памятник.
Бюст-памятник Ивану Добробабину в Цимлянске не относится к объектам историко-культурного наследия Ростовской области и вызывает недоумение у граждан, подавших в суд иск к администрации Цимлянского района о его ликвидации. В июне 2022 года апелляционный суд Краснодарского края подтвердил решения Ростовского областного и Цимлянского городского судов, — как и предыдущие судебные инстанции, он решил, что памятник Ивану Добробабину в Цимлянске стоит законно и снесён не будет.